# Zinaida Greceanîi
Zinaida Petrovna Greceanîi (Tomsk, 7 de fevereiro de 1956) é uma política moldava, foi primeira-ministra da Moldávia sendo a primeira mulher a assumir a chefia de governo em seu país.